# 衎景泰

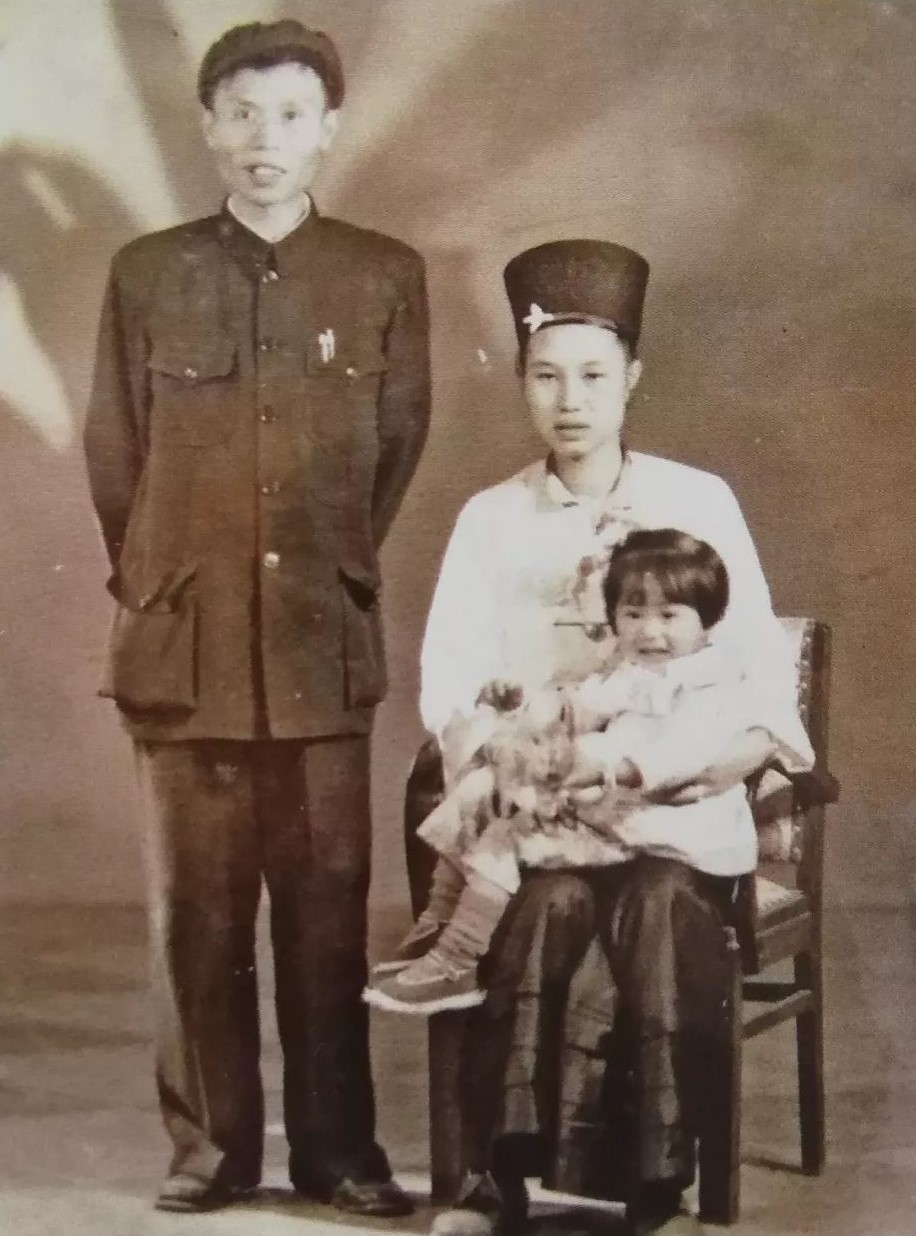
衎景泰、衎玉兰夫妇与女儿

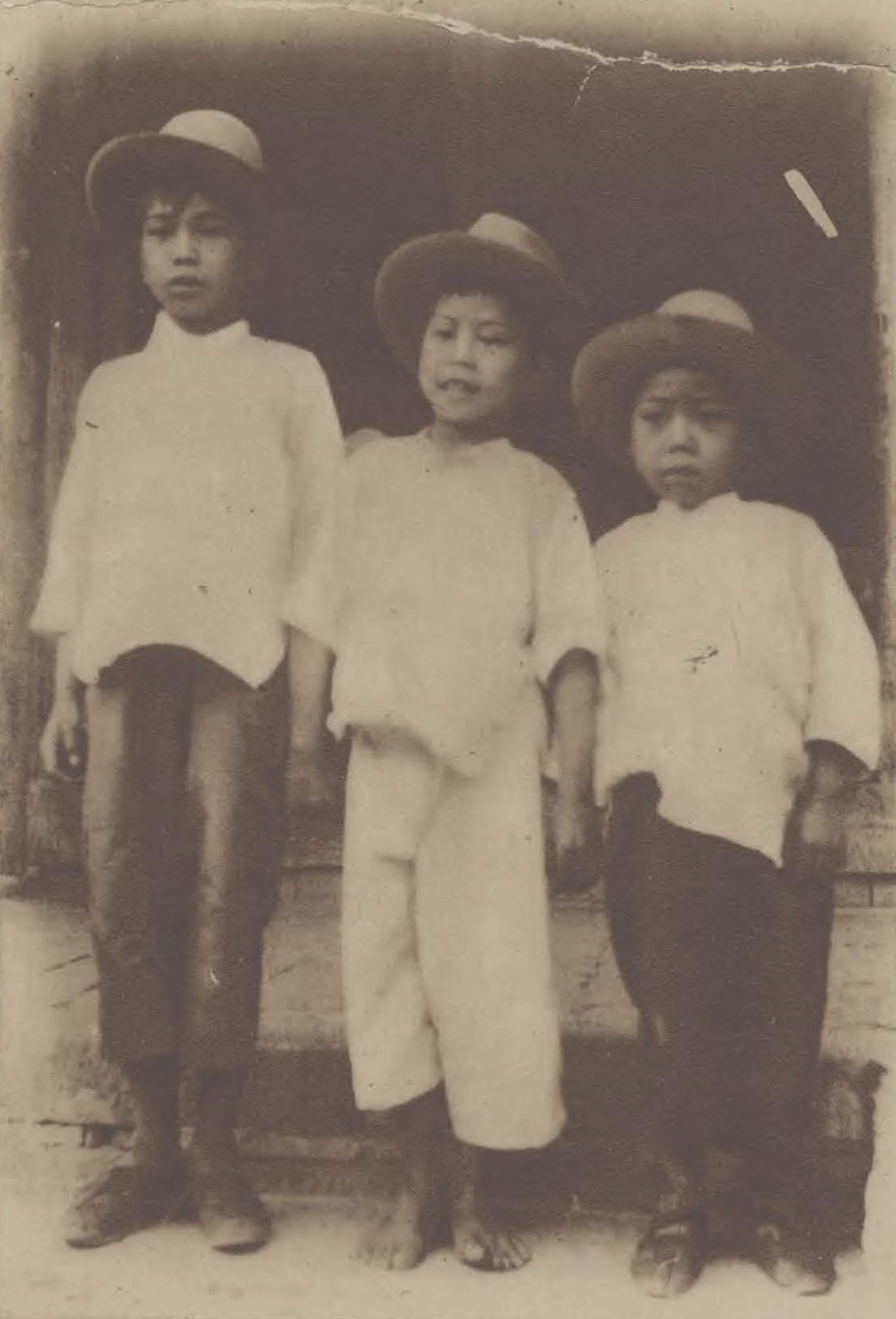
衎景泰（中）与兄弟幼年照

衎景泰（1925年3月26日—1985年11月7日），又作罕景泰，乳名永福，傣名思任法，男，傣族，中华民国、中华人民共和国政治人物，勐卯安抚司末代安抚使，瑞丽县人民政府首任县长，中国人民政治协商会议第五、六届全国委员会委员:123。

## 生平
衎景泰生于1925年，是第二十三世勐卯安抚使衎盈丰之子，3岁丧父，因年幼不能袭职，由干崖宣抚司家族刀京版出任勐卯安抚使代办。6岁启蒙、学习汉文，后至缅甸仰光海丰华侨中学学习汉语、英语等课程，1942年返回勐卯。1942年5月初，日军自畹町桥攻入中国，衎景泰撤至南管（今属勐秀乡）景颇山寨，日军威胁将要另立土司，被迫返回勐卯，以小土司身份替日军维持地方治安，向百姓摊派日军供需，期间学习日语。1944年6月收到滇西抗日游击队司令刀京版来信，随后决定摆脱日军束缚，再次逃往南管，组织游击队抵抗日军。1945年滇西反击战结束后，衎景泰回到勐卯，于1945、1946年多次向云南省政府及第六行政督察专员公署呈请正式承袭土司职位，但一直未得到允许，因此衎景泰只是事实上的土司，未接受省级政府的正式委任。勐卯土司署与瑞丽设治局因争权夺利产生尖锐矛盾，在衎景泰的默许及暗中支持下，1948年瑞丽事件爆发，景颇族攻占瑞丽设治局。:753
1950年3月底，中国人民解放军即将进入德宏，國民政府潞西县长方克胜、芒市土司方御龙、潞江土司兼國大代表线光天、國安局滇緬工作站李兆辉撤退至勐卯，组织土司兵成立“龙潞瑞江防指挥部”，授予衎景泰第一支队上校队长军衔。4月29日，解放军进驻畹町，方克胜、线光天出走缅甸，衎景泰、方御龙携家眷及二、三百名随从撤至南管。不久后李兆辉来到，劝说衎景泰出走缅甸，被婉拒，随后李兆辉挟持方御龙出境。5月8日，解放军进驻勐卯，衎景泰撤至等嘎（今属弄岛镇），后收到城中祖母来信，说解放军很好，可放心回去，于是带20名卫兵返回勐卯城，受到解放军热情款待，对中国共产党和解放军加深认识，逐渐开始合作。1950年11月6日，瑞丽各族各界代表会议第一次会议召开，成立瑞丽各民族行政委员会，衎景泰担任瑞丽各民族行政委员会主任，1951年成立瑞丽县各族人民政府，衎景泰当选瑞丽县各族人民政府委员会主席（后改称县长）。:754:487-488
1953年，德宏傣族景颇族自治区成立，衎景泰担任自治区副主席。1954年，瑞丽农民拒绝再向土司署上交官租，土司衙门派出武装强迫收缴官租，中共瑞丽工委向衎景泰阐明利害，迫于无奈，同年4月衎景泰当众宣布放弃官租和土司署苛捐杂税。1956年德宏自治区改为自治州，衎景泰继续担任副州长。“文化大革命”时期，衎景泰被带上“封建土司”、“国民党特务”帽子而遭到批斗，被送往昆明安宁百花山农场劳改，后下放保山昌宁达丙公社劳动八年。文革结束后回到芒市，1977年任云南省政协常委、全国政协委员，1983年当选德宏州人民代表大会常委会副主任，1985年11月7日因哮喘发作，抢救无效在芒市逝世。:755:488:21

## 家庭
衎景泰正妻龚襄政，南甸土司龚绶六女，1944年结婚，生子衎天荫:64。二夫人龚玉辉，三夫人衎玉兰。